# Hearts of Iron III
A Hearts of Iron III nagy léptékű stratégiai számítógépes játék, amely a II. világháború korszakát dolgozza fel. A játékot a Paradox Interactive fejleszti és adja ki, s beleillik a kiadó más korszakokat feldolgozó stratégiai játékainak sorába.
A játékhoz három kiegészítés (Semper Fi, For the Motherland és a Their Finest Hour) valamint számos, egyes nemzetek katonai egységeit egyedi módon megjelenítő, úgynevezett sprite pack lett kiadva.

## A játék jellemzése
A játéktér maga a Föld, a játék pedig az 1936-tól 1948-ig tartó időszakot öleli fel. (Elhúzódhat azonban tovább is.) A játékosnak először választania kell egy országot, majd annak sorsát kell irányítania a játék során. A sorozat hagyományainak megfelelően egyes mikroállamok kivételével minden létező ország választható. A választott ország hadseregét, hadiiparát, katonai fejlesztéseit, diplomáciáját és hírszerzését irányíthatja a játékos.
A történelmi korszakhoz hűen a játék fókusza a tengelyhatalmak (Németország és szövetségesei), a szövetségesek (Nagy-Britannia, Franciaország és szövetségeseik) és a Komintern (Szovjetunió és szövetségesei) küzdelmeire helyeződik.
A Hearts of Iron III újdonsága, hogy a hadsereg felépítését a hadosztályoktól kezdve, a hadtesteken, hadseregeken, és hadseregcsoportokon át a hadszíntérig teljes mértékig befolyásolható. A hadsereg legkisebb fejleszthető egysége az ezred, amelyből alakított hadosztályok a legkisebb önállóan bevethető egységek. Az egyes szintek tábornokai mind hozzájárulnak az alájuk beosztott egységek harci teljesítményéhez.
A térkép felbontását jelentősen növelték. A Hearts of Iron 2 körülbelül 2600 tartományához képest ebben a játékban több mint 15 000 tartomány van. Ez jelentősen megnöveli a manőverezési lehetőséget és nehezebbé teszi a védekezést.

## Kiegészítések
A játékhoz eddig három fő kiegészítés jelent meg: Semper Fi, For the Motherland, Their Finest Hour. Az első kiegészítő a Semper Fi (2010) nevet kapta, ami utalás az Egyesült Államok haditengerészetének mottójára. A második kiegészítő a For the Motherland (2011) címet kapta, utalva a Szovjetunió nagy honvédő háborújára. A címhez hűen az egyik újítás a partizánok finanszírozásának, s ellenséges vonalak mögé elhelyezésének lehetősége. A játék harmadik kiegészítője, a Their finest hour 2012-ben jelent meg, címe utalás Winston Churchill 1940-ben elhangzott beszédére, valamint a második világháborúról szóló monográfiájának második kötetére.

## Fogadtatás
A játék kezdetben teli volt programhibával, ám a folyamatos frissítések és főleg az első kiegészítő, a Semper Fi sokat javítottak a játékon.
| Összegzőoldal | Értékelés |
| ------------- | --------- |
| Metacritic    | 77/100    |

| Szerző        | Értékelés |
| ------------- | --------- |
| GameSpot      | 8,5/10    |
| GameStar (HU) | 82/100    |
| IGN           | 8,5/10    |